# Dolichogyna peruviensis
Dolichogyna peruviensis är en tvåvingeart som beskrevs av Lagrange 1993. Dolichogyna peruviensis ingår i släktet Dolichogyna och familjen blomflugor.
Artens utbredningsområde är Peru. Inga underarter finns listade i Catalogue of Life.